# Моне, Бланш
Бланш Моне (фр. Blanche Hoschedé Monet; 1865—1947) — французская художница-импрессионист, падчерица Клода Моне. Картины Бланш Моне, особенно раннего периода, трудноотличимы от работ Клода Моне, так как она использовала его палитру, кисти, краски и холсты.

## Биография
Родилась 10 ноября 1865 года в Париже, была второй дочерью Эрнеста и Алисы Ошеде. Всего в семье было шестеро детей. Отец был предпринимателем, имел магазин в Париже. Он собирал картины импрессионистов и был известным меценатом. В 1876 году он поручил Клоду Моне написать декоративные панно в гостиной своей резиденции в Château de Rottembourg. В 1877 году Эрнест Ошеде обанкротился и его коллекция произведений искусства была продана с аукциона.

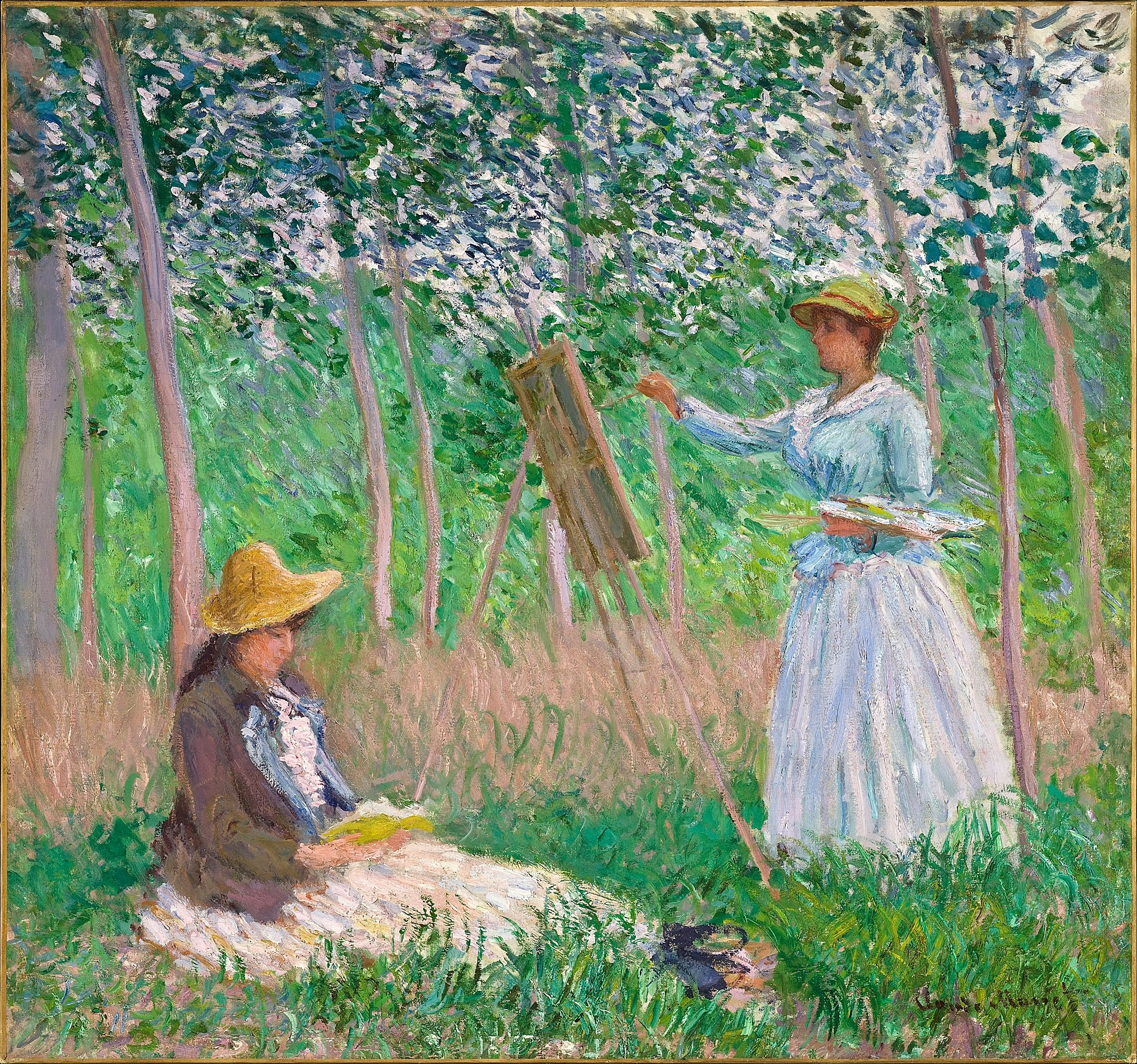
Бланш Моне (возле мольберта) с сестрой Сюзанной на картине Клода Моне

Эрнест, Алиса и их дети переехали в Ветёй в дом Клода Моне и его первой жены Камиллы, где они жили с двумя детьми — Жаном и Мишелем. Эрнест, однако, проводил большую часть времени в Париже, в конце концов бросил свою семью и уехал в Бельгию. В 1879 году, после смерти Камиллы Моне от туберкулёза, двое детей Клода Моне остались на попечительстве Алисы Ошеде. В 1883 году они переселились в Живерни, где у Клода и Алисы завязались отношения. После смерти Эрнеста Ошеде в 1891 году они официально вступили в 1892 году в брак. Бланш стала падчерицей великого художника.
В одиннадцать лет у Бланш Ошеде-Моне обнаружилась любовь к живописи, она проводила много времени в мастерской Клода Моне. В 1882 году она начала рисовать, а в 1890 году стала помощницей и ученицей Моне. В 1897 году она вышла замуж за сына Клода Моне — Жана (1867—1914). До 1913 года они жили в Руане и Бомон-ле-Роже, где Бланш писала пейзажи. После смерти мужа Бланш вернулась в Живерни. В 1911 году умерла Алиса Моне-Ошеде, после чего Клод Моне впал в депрессию, которая усилилась после смерти Жана Моне. Бланш Ошеде-Моне ухаживала за Клодом Моне до самой его смерти.
Умерла 8 декабря 1947 года в Живерни. Похоронена на городском кладбище, рядом с Клодом и Жаном Моне; там же похоронены Эрнест и Алиса Ошеде. Одна из улиц Живерни носит её имя. Её старшая сестра Сюзанна была замужем за американским художником-импрессионистом Теодором Батлером.

## Труды
Большинство работ художницы выполнены в Живерни с 1883 по 1897 годы, а также в окрестностях Руана, где она жила с мужем. В 1920-х годах она некоторое время работала на юге Франции, живя в Живерни. После смерти Клода Моне в 1926 году и до своей смерти она работала в Живерни.
Бланш участвовала во многих групповых выставках; в 1927, 1931, 1942 и 1947 годах провела персональные выставки. Её работы находятся преимущественно в музеях Франции.

Некоторые работы
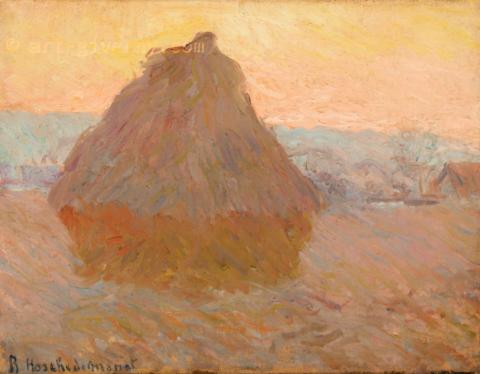
Стог сена. 1889
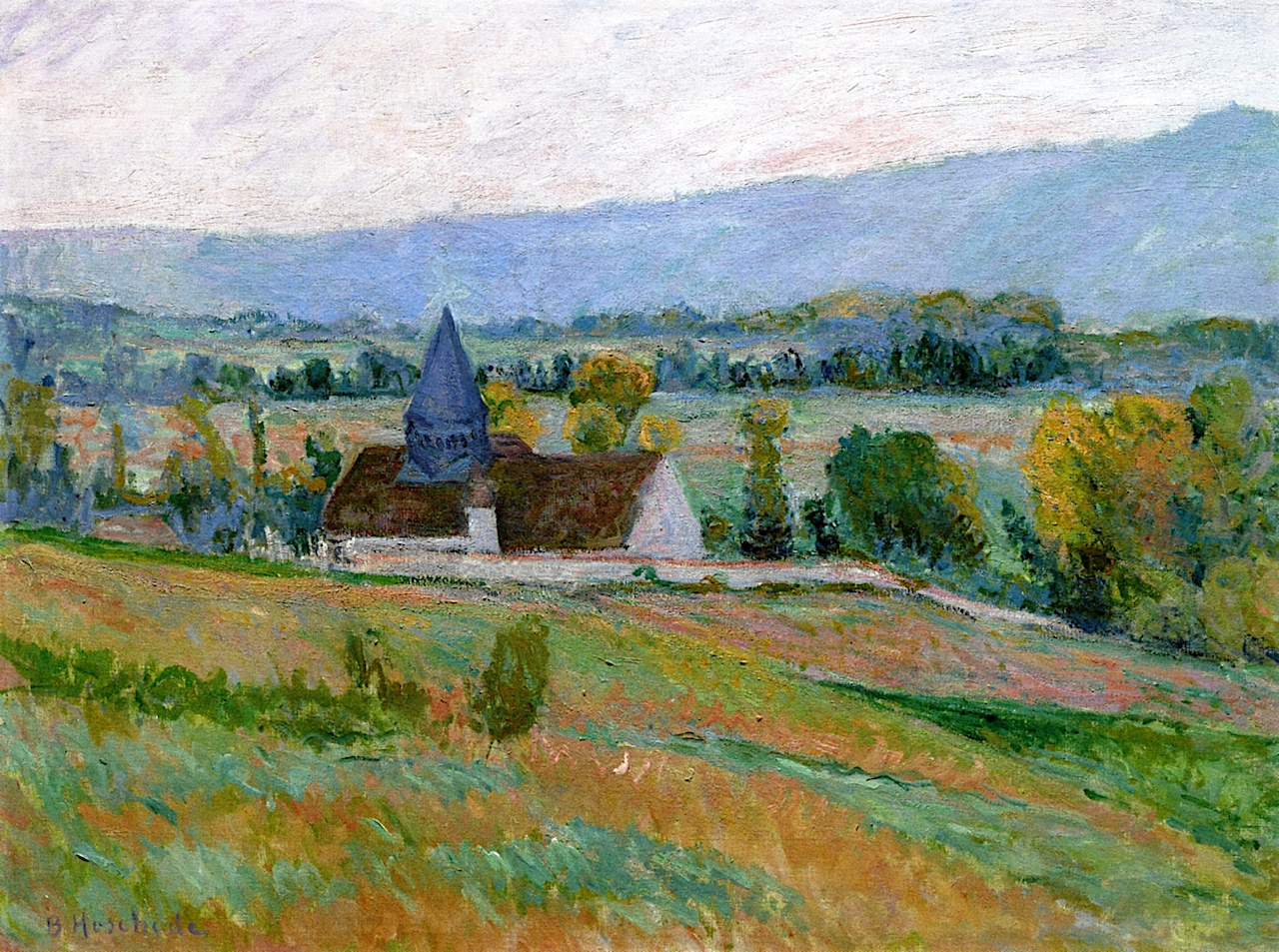
Церковь в Живерни. 1899
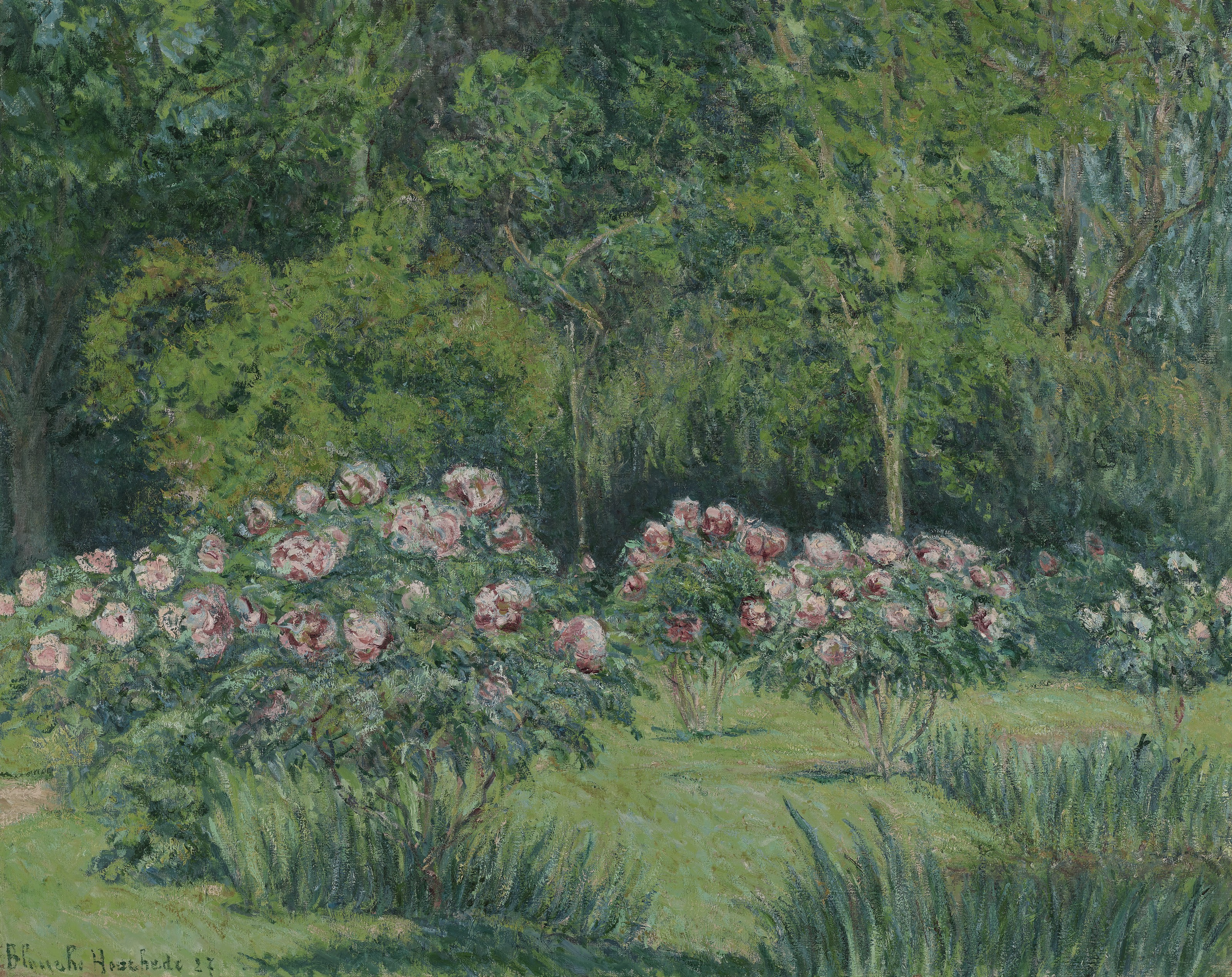
Сад в Живерни. 1927